# Stéphane Sarni
Stéphane Sarni (31 de agosto de 1980) é um futebolista suíço-italiano que joga atualmente no FC Sion na Swiss Super League. Ele mede 1,80 m e pesa 74 kg. Ele joga na posição de zagueiro.

## Clubes
1997-2001 : FC Sion
2000-2001 : AC Bellinzona
2001-2002 : CD Onda
2002-2004 : Servette FC
2004-2007 : FC Sion
2008 : FC Sion

## Títulos
FC Sion
- Copa da Suíça: 2006 e 2009